# Musée de la Via Ostiense
Le musée de la Via Ostiense (nom officiel en italien museo della Via Ostiense) est un musée italien situé à Rome.

## Histoire
Le musée a été construit en 1954 pour illustrer la topographie du territoire entre Rome et Ostie. Il est installé à l'intérieur de la Porta San Paolo et présente les découvertes archéologiques les plus importantes trouvées au cours des 40 dernières années de fouilles, relatives à la Via Ostiensis, c'est-à-dire la zone entre Rome et Ostie. On y conserve de nombreux objets de la vie quotidienne, des reliefs en marbre et en terre cuite, des sculptures inspirées des cultes orientaux, des copies romaines d'originaux grecs et hellénistiques, un large répertoire de portraits impériaux et de sarcophages (un des plus remarquables étant celui d'un enfant avec des angelots dansants), des peintures et des mosaïques, dont celle en "opus sectile" (IVe siècle). Le directeur du musée, Angelo Pellegrino, est également directeur des fouilles de l'ancienne Ostie et ancien cadre supérieur de la Surintendance archéologique d'Ostie (1981-2013).